# AF Elbasani
AF Elbasani (Albanees: Akademia e Futbollit Elbasani) is een in 2021 opgerichte Albanese voetbalclub uit de stad Elbasan die zijn thuiswedstrijden afwerkt in de Elbasan Arena.

## Geschiedenis
De club is in 2021 opgericht onder de huidige naam nadat KF Elbasani wegens financiële redenen ophield te bestaan. Fans en de gemeente van de stad Elbasan zijn verantwoordelijk voor het oprichten van de huidige club. In het eerste seizoen van de club werd deze direct kampioen van het vierde niveau, Kategoria e Tretë. In 2022/23 werd het succes voortgezet door een kampioenschap op het derde niveau, de Kategoria e Dytë. De club werd eerste in poule B wat zorgde voor directe promotie naar de Kategoria e Parë waar het één seizoen actief was, in 2023/24. In dit jaar kon wederom direct promotie worden bemachtigd. Na 33 gespeelde wedstrijden werd de club met acht punten verschil kampioen, boven KS Bylis Ballsh. Hierdoor kwam de club in 2024/25 voor het eerst uit in de Kategoria Superiore.

## Erelijst
Kategoria e Parë
Kampioen: 2023/24
Kategoria e Dytë
Kampioen groep B: 2022/23
Kategoria e Tretë
Kampioen: 2021/22
Bylis ·
Dinamo City · 
Egnatia ·
Elbasani ·
Laçi · 
Partizan Tirana · 
Skënderbeu Korçë · 
Teuta Durrës · 
KF Tirana ·
Vllaznia